# برلینی (قطع روزنامه)
برلینی (به آلمانی: Berliner) به برش یا قطعی از روزنامه گفته می‌شود که اندازه بزرگ‌تر از روزنامه نیم‌قطع و و کوچک‌تر از برودشیت را دارند. روزنامه‌های گاردین، اکسپرس، لوموند، لارپوبلیکا و تریبون دو ژنو از این برش استفاده می‌کنند.